# SNK (2001年設立の企業)
株式会社SNK（エス・エヌ・ケイ、英: SNK CORPORATION）は、日本の大阪府大阪市に本社を置くコンピュータゲームメーカー。コンピュータエンターテインメント協会・日本オンラインゲーム協会正会員。
2001年に倒産した同名のエス・エヌ・ケイ（旧社）の知的財産権を取得した、事実上の後継会社であり、『ザ・キング・オブ・ファイターズ』（以下KOF）などのシリーズの対戦型格闘ゲームなどを制作・販売している。2016年12月1日に株式会社SNKプレイモア（エス・エヌ・ケイプレイモア、英: SNK PLAYMORE CORPORATION）から現社名へ商号変更した。
コーポレートメッセージは「The Future Is Now」。

## 概要

SNKプレイモア時代のロゴ(2003-2016、2013年からSNKのブルーカラー)

### 設立当初
2001年（平成13年）8月1日、株式会社プレイモア（英: PLAYMORE CORPORATION ）として設立。元は旧エス・エヌ・ケイの系列会社だった。当初は版権管理業務を行う法務関係専門の企業であり、旧エス・エヌ・ケイを前身会社とするのは誤りである。同年10月30日のエス・エヌ・ケイ（旧社）破産時の入札で、同社の知的財産権を落札した。2003年（平成15年）7月、旧エス・エヌ・ケイ社の創業者である川崎英吉の許可を得て、株式会社SNKプレイモア（エス・エヌ・ケイプレイモア、英: SNK PLAYMORE CORPORATION）に商号変更した。当時のコーポレートメッセージは「ドキ!ドキ!ドキ!」。
2005年に川崎がSNKプレイモアの代表取締役会長に就任。
設立から約5年間は、ゲーム関連の開発・販売等を日本や韓国のメーカーに外注していた。同じグループ会社だったブレッツァソフト、サン・アミューズメント、ノイズファクトリーの3社が主にゲーム開発や販売を担っており、一部のゲームでは、『森田将棋』の開発で知られる悠紀エンタープライズが開発を担っていた。なお、ブレッツァソフトは後にサン・アミューズメントに吸収合併、サン・アミューズメントはSNKネオジオになった後、SNKプレイモアに吸収合併された。ノイズファクトリーは後にSNKグループから脱退している。
一時期開発に係わっていたイオリスとメガ・エンタープライズは、金銭面でのスポンサーと言える。なお、イオリスがスポンサーだったのは2002年度末までで、メガ・エンタープライズは2007年に倒産した。

### ネオジオ終了後のプラットフォーム
旧エス・エヌ・ケイから引き継いだ業務・民生向け共通プラットフォーム「ネオジオ」は既に開発から10年以上を経ており、いわゆる「枯れた技術」となった基本構造は解析され尽くしていた。海賊版対策やエミュレータ技術者との競争の前に様々な問題が噴出したため、2004年（平成16年）、社名変更直後のSNKプレイモアはネオジオシステムの終了を宣言する。

SNKプレイモアはネオジオに代わる業務向けプラットフォームとして一度はサミーがセガのドリームキャストを基に開発した「アトミスウェイブ」を採用する。その後、サン・アミューズメント改めSNKネオジオを吸収合併したことで、ようやく単独での販売・開発へとこぎつけた。しかし、その直後にセガとサミーは経営統合しセガサミーホールディングスが誕生する。サミーはパチンコ機事業に専念することになり、同社の業務・家庭用ゲーム事業はセガに一本化される。

この頃のセガ業務用ゲーム基板はアーキテクチャがほぼ同一のNAOMIが全盛でATOMISWAVE事業は縮小していたこともあり、2006年（平成18年）、『メタルスラッグ6』を最後にSNKプレイモアはATOMISWAVEプラットフォームでの開発を取りやめた。以後のゲームは旧エス・エヌ・ケイ創設時代から関係の深かったタイトーのWindowsベースプラットフォーム「Type X2」で開発・販売されることになった。

### 事業の多様化へ
2000年代にゲームの自社開発を再開したSNKプレイモアは、業務用向けでは格闘ゲーム中心のスタンスは旧エス・エヌ・ケイと変わらないものの、コンシューマ向けに関してはシミュレーションやRPGなど、さまざまなジャンルの多様化を目指していた。市場の流れにあわせてか、萌えを意識したゲームも開発された。 ゲームアプリの開発、サイトの運営を始めとした携帯向けコンテンツの事業にも参入した。しかし各携帯電話会社による配信の制限に関する事情などが異なっているため、全ての機種の携帯電話で同じサービスを提供することは困難となっていた。実際に各会社のインターネットサービス（iモードやEZwebなど）に対応したバージョンによっては、1年以上も更新が行われていないこともあった。

### パチスロ事業への参入
2004年にパチスロ事業に参入。第1弾となる『メタルスラッグ』から始まり、「KOF」（4号機版はゲームセンター専用機で、ホールに設置されたのは5号機版）や『餓狼伝説』など、同社のゲームタイトルをモチーフとしたものに加えて、完全オリジナルの機種もリリースしている。パチスロ機を精力的にリリースする一方で、2010年代に入るとゲームをあまり出さなくなり、『ザ・キング・オブ・ファイターズ』や『メタルスラッグ』と言った看板タイトルもパチスロかスマホアプリでしか出なくなった。
新参の中堅メーカーとして、ゲームメーカーとしての出自を活かして他社IP（知的財産権）ではなく完全自社IPをモチーフとした台や、「シスタークエスト」などの萌えスロを積極的にリリースしていたが、古参の大手メーカーに対してホールの導入率で苦戦していた。2013年には遊技人口が1000万人を割って全盛期の1/3となるなどパチンコ・パチスロ業界自体の縮小、規制強化など今後の先行きの不明瞭さや、2015年8月に同社を買収した中国のゲーム会社の意向もあり、2015年10月の「ビーストバスターズ」をもってパチスロ事業から撤退したと同時に、パチスロの製造拠点であった三木工場（兵庫県三木市）、パチスロの営業拠点であった東京営業所と大阪営業所をそれぞれ閉鎖し、2016年3月には2008年4月以来加盟していた日本電動式遊技機工業協同組合を退会した。
パチスロ事業の撤退と同時にパチスロ事業の主力オリジナルコンテンツである『シスタークエスト』の知的財産権をパチスロ専業企業のハイライツ・エンタテインメントに売却し、実際に当社の筐体を流用する形でハイライツから続編をリリースされた。ハイライツへの知的財産権売却に伴い、スマートフォン用ソーシャルゲームの『大進撃RPG！シスタークエスト』のサービスが終了した。同じパチスロオリジナル版権の『スカイラブ』の知的財産権は撤退後もSNKに残っているようで、主人公のラブ・ハートが『ザ・キング・オブ・ファイターズXIV』に参戦している。但し、パチスロのアフターサポートは継続される。

### NEOGEO X
2000年代後半にはWiiのバーチャルコンソールやPlayStation 3/PlayStation Portableのネオジオステーションなど、他社のゲーム機向けに旧ネオジオ時代のゲームの配信を始めたほか、2012年に米TOMMO社が発売した携帯型ネオジオ互換機NEOGEO Xにライセンスを提供した。
- 2012年（平成24年）には、携帯ゲーム機『NEOGEO X』にライセンス提供した[9]。
- 2013年10月には、ライセンス契約先による契約外商品（無許諾商品）の販売等を理由に上記ライセンス契約を解除した[10]。

なお、当該ライセンス契約先は、2011年にも無許諾商品を販売したとして他社に訴えられている。

### 37Games傘下に
海外ではMVS/ネオジオ時代から中国・韓国を中心とするアジア地域で強みを持ち、日本ではパチスロ事業がほぼ本業となっていた2010年代でもアジア地域では未だにアーケードでの人気が高い。特に中国では『拳皇』と呼ばれる『ザ・キング・オブ・ファイターズ』シリーズは絶大な人気を持ち、e-Sportsの大会なども盛んである。SNKにはもともと日本でリースアップしたMVS筐体を途上国に販売する事業があり、この事業は旧SNK倒産後にSNKプレイモアとなった後も継続され、結果として日本中にあったレンタルMVS筐体が中古のソフトとともに回収されて中国に流れ、2000年代中盤には中国全土にMVS/ネオジオが普及してしまった状況と、中国の地方都市の小規模なゲームセンターでは大量に流通していて安価でしかも小規模ロケーションに適したMVS/ネオジオ時代の旧作が長期にわたって稼働されているという事情から、2010年代中盤に至っても旧SNK全盛期の『KOF'97』や『KOF'98』の人気が特に高く、中国の地方都市のプレイヤーがKOFの世界大会で優勝するのも珍しくない。SNKプレイモア（当時）より正規ライセンスを受けて中国のオンラインゲーム会社37Gamesが2015年にリリースした『拳皇97OL』（『THE KING OF FIGHTERS '97 ONLINE』）は中国のApp StoreやテンセントQQプラットホームでトップを独走するなどスマホ時代でもその人気は衰えていない。『餓狼伝説』シリーズや『メタルスラッグ』シリーズなども人気で、現地でPC版や携帯アプリ版もリリースされている。
2015年8月、川崎会長夫妻が所有するSNKプレイモア株を中国のゲーム会社・上海37Gamesが取得したことが発表。川崎会長が持つ旧SNKおよびSNKプレイモアの全てのライセンスIPも同社へと移管される。
37Games傘下となった2015年9月、『THE KING OF FIGHTERS XIII』以来5年ぶりとなるコンシューマ復帰作にしてKOFシリーズの新作『THE KING OF FIGHTERS XIV』の制作が発表された。ゲーム方面のIPを活かしたい37Gamesの方針もあり、同年11月にパチスロ事業からの撤退を発表した。
久しぶりのコンシューマでの自社開発となる『KOF XIV』の開発に際して、旧SNKで『餓狼伝説』シリーズなどを制作していたSNKの元開発者を呼び戻したり、スマホゲーム開発で実績のある37Gamesとの技術提携を強化するなど、買収後はゲーム開発体制を強化しつつある。
2016年には休眠会社であったSNKエンタテインメントを復活させ、同社において受託開発およびライセンス事業を行っている。ライセンシング事業としては、KOFやサムライスピリッツなどの自社コンテンツを活用したライセンス商品の展開のほか、他社のゲームに参戦するなどのコラボも行っている。2017年よりKOF初のフル3DCGアニメとなる『拳皇命運 THE KING OF FIGHTERS: DESTINY』（全24話）が配信開始。同社ではグッズの販売などのマーチャンダイジング事業も行っており、2017年にはSNK公式のオンラインショップを開設。
2016年4月、ゲームメーカーとしての原点に立ち返るため、コーポレートメッセージを「ドキ!ドキ!ドキ!」からMVS/ネオジオ時代と同じ「The Future Is Now」に戻すことを発表した。2016年12月1日より株式会社SNKへ商号変更。
2017年5月26日、株主総会においてSNKエンタテインメントと株式会社ネオジオとの合併を承認決議。存続会社はSNKエンタテインメントで、効力発生日は2017年7月1日。
SNKでは2018年を「40周年記念イヤー」として様々な記念企画の実施を発表しているが、ここで言う「40周年」は旧社が「株式会社新日本企画」として設立された1978年を起点としている。

### EGDCによる買収
2020年11月、サウジアラビアのムハンマド・ビン・サルマーン皇太子が設立したミスク財団傘下のElectronic Gaming Development Company（略称EGDC）がSNKの発行済株式の33.3%取得予定を発表し、2021年3月に実現。筆頭株主となった。
4月にはサウジアラビアから派遣された取締役会役員3名が就任。EGDCが買い増しによる51%取得の意向を表明。2021年12月に株式公開買付け（TOB、買付期間は12月17日 - 2022年2月10日。決済の開始日は2022年2月18日。公開買付代理人は三田証券。）に着手し子会社化が進められた。2022年2月時点で取得率は96.18%まで上昇した。

## 事業所
- 本社 - 大阪府大阪市淀川区宮原4丁目5-41 新大阪第2NKビル3階
- 東京支社 - 東京都品川区上大崎2丁目25-2 新目黒東急ビル7階

## 沿革
- 2001年
  - 8月 - 資本金1000万円で株式会社プレイモア設立。当時の所在地は大阪府吹田市南金田1丁目114-7。
  - 10月 - 株式会社エス・エヌ・ケイの知的財産所有権一括譲渡を大阪地方裁判所から許可され取得。
  - 11月 - 本社を大阪府吹田市豊津町15-11に移転。
- 2002年
  - 2月 - ドリームキャスト用ソフトのライセンス開発、販売を開始。
  - 3月 - プレイステーション用ソフトのライセンス開発、販売を開始。
  - 4月 - 伊丹工場を兵庫県伊丹市森本五丁目70番地に開設。
  - 5月 - ゲームボーイアドバンス用ソフトのライセンス開発を開始。
  - 7月 - 社団法人日本遊技関連事業協会加盟。
  - 9月 - 東京支店を東京都千代田区外神田2丁目5-15外神田Kビル6Fに開設。
- 2003年
  - 2月 - 本社を大阪府吹田市豊津町14-12に移転（旧エス・エヌ・ケイ時代の社屋を再使用）。
  - 7月 - 株式会社SNKプレイモアに商号変更。
- 2004年11月 - 株式会社SNKネオジオを吸収合併。
- 2005年
  - 5月 - 株式会社ネオジオ（資本金1000万円、出資比率100%）を設立。
  - 11月 - 株式会社エヌ・シー・ソフトと業務提携に向けた合意書を締結。
- 2006年9月 - ニンテンドーDSへの参入を発表。
- 2007年
  - 2月 - 4億円でアルゼとの和解が成立。
  - 9月 - Wiiのゲームデータ通信販売サービス「バーチャルコンソール」におけるネオジオのデータ配信開始（D4エンタープライズにライセンス提供）。
- 2009年6月 - 本社を大阪府吹田市江坂町1丁目16-17 へ移転。
- 2012年 - 携帯ゲーム機『NEOGEO X』にライセンス提供。
- 2013年10月 - ライセンス契約先による契約外商品（無許諾商品）の販売等を理由にNEOGEO Xのライセンス契約を解除した。
- 2014年5月 - スクウェア・エニックス（以下SQEX）が刊行する「月刊ビッグガンガン」連載中の漫画『ハイスコアガール』（押切蓮介作）にて同社の著作物の無断で使用されていることを理由に、SQEXに対し刑事告訴[21]（翌2015年8月に和解成立）。
- 2015年
  - 8月 - SNK創業者の川崎英吉と川崎夏世よりSNKプレイモア株式81.25%を取得した中国のオンラインゲーム会社「37Games」へ買収[22]。37Gamesのグループ会社でSNKプレイモアの大株主であるLedo Millenniumの方針でSQEXと和解[23]。
  - 11月 - パチスロの開発・製造・販売から撤退。
- 2016年
  - 2月 - 休眠会社であった子会社のSNKエンタテイメントを再開。
  - 3月 - 日本電動式遊技機工業協同組合を退会[7]。
  - 4月 - コーポレートロゴおよびコーポレートメッセージを旧SNKと同じものに戻す。
  - 12月 - 株式会社SNKへ商号変更[24]。
- 2017年4月 - 東京支社を開設。
- 2018年
  - 7月 - SNKブランド40周年記念としてネオジオ ミニ発売。
- 2019年
  - 5月 - 韓国KOSDAQ市場に上場。
- 2020年
  - 11月 - サウジアラビアのムハンマド・ビン・サルマーン皇太子（王太子）が設立したミスク財団傘下のElectronic Gaming Development Company（略称EGDC）が、SNKの発行済株式の33.3%を取得し、筆頭株主となることを発表[25][26][27]。外山公一代表取締役社長が上席執行役員に異動[27]。葛志輝代表取締役会長が社長を兼任。
- 2021年
  - 3月 - Electronic Gaming Development Company（略称EGDC）による発行済株式33.3%取得が完了。
  - 4月 - サウジアラビアから選出された3名がSNK取締役会役員に就任。
  - 10月 - 松原健二が代表取締役CEOに就任[28]。
  - 12月 - 東京支社が目黒に移転。
  - 12月17日 - Electronic Gaming Development Companyによる株式公開買付け（TOB）開始[29]。SNK側は本公開買付けに賛同する旨の意見を表明[30]。
- 2022年
  - 2月15日 - Electronic Gaming Development Companyによる発行済株式96.18%取得が完了[31]。
  - 4月14日 - 臨時株主総会において上場廃止手続開始を決定[32]。
  - 5月18日 - KOSDAQ市場上場廃止[33]。
- 2023年   
  - 3月20日 - 本社を大阪市淀川区に移転[34]。
- 2025年   
  - 5月12日 - 松原健二が代表取締役社長を退任しアドバイザーに就任[35]。

## 作品一覧

### 家庭用・アーケードゲーム
- 餓狼伝説シリーズ
- 龍虎の拳シリーズ
- ザ・キング・オブ・ファイターズシリーズ
- サムライスピリッツシリーズ
- 月華の剣士シリーズ
- メタルスラッグシリーズ
- ネオジオバトルコロシアム
- SNKアーケードクラシックスゼロ
- SNK VS. CAPCOMシリーズ
- NEOGEO HEROES 〜Ultimate Shooting〜
- ツキビト
- どき魔女ぷらす
- キミの勇者
- Days of Memoriesシリーズ
- どきどき魔女神判シリーズ
- NEOGEO オンラインコレクションシリーズ
- 新豪血寺一族 闘婚 -Matrimelee-
- レイジ・オブ・ザ・ドラゴンズ

### アーケードアーカイブス
- アケアカNEOGEOタイトル

## ユニバーサルエンターテインメントとの軋轢
旧SNK破産の際に行われた入札では、一時同社を子会社化していたパチスロメーカーのアルゼ（現・ユニバーサルエンターテインメント、以下この項目での名称は「旧アルゼ」）も参加していたが、旧SNKが所有していた知的財産権を落札したのはプレイモア（当時）だった。
しかし、この入札以降も旧アルゼは『アルゼ王国シリーズ』等において許可無く旧SNKのキャラクターを登場させたり、また、同社の商標を用いたりなどの権利侵害行為を続けた事から、SNKプレイモア（当時）は2002年2月28日から4月9日までに3回、さらに、8月と10月にも1件ずつ計5件の訴訟を起こした。この5件には旧SNK時代の2001年に『サムライスピリッツ』および『クレイジーレーサー』の著作権使用料を踏み倒されたことも含まれる。この5つの訴訟を、その請求額から「62+70億裁判」とも呼ばれている。この訴訟などの経緯を双方の視点から述べた『アルゼ王国の闇 巨大アミューズメント業界の裏側』（ISBN 4-8463-0498-1）のシリーズ（鹿砦社発行）がある。なお、2004年1月15日の中間判決は、SNKプレイモアの5件全ての主張を認めた。
この事件については2007年1月末に4億円で和解が成立したものの、旧SNK開発・発売の『メタルスラッグ』を原作とした、SNKプレイモアとしてのパチスロ第1号機『メタルスラッグ』の発売にタイミングを合わせた製造販売差し止め申し立てや、SNKプレイモアに対する知的財産権の偽計競争入札妨害訴訟など、この2社の軋轢は2010年以降も続いている、この2件についてはSNKプレイモア勝訴の一審判決が出された。
一方でSNKプレイモアも前述の『アルゼ王国の闇』を大量に買取、パチスロ販売店などに配布していた可能性があるとして名誉毀損の疑いで家宅捜索を受けた。

## 譲渡などで引き継がれている他社の版権
ほとんどが主に旧SNKと提携し、ネオジオに関わっていたメーカーである。
ADK（旧社名：アルファ電子（英名：ALPHA DENSHI））
代表作『ワールドヒーローズ』（シリーズ内全て）、『ティンクルスタースプライツ』（初代のみ）、『痛快GANGAN行進曲』、『ニンジャコマンドー』、『ニンジャコンバット』、『クロスソード』（シリーズ内全て）など。
ネオジオの基になったハードウェアを開発した会社である。
旧SNK倒産のおよそ2年後の2003年頃に倒産。その後、ADKの版権は旧SNK時代からネオジオ作品の販売を担っていた当時のSNKプレイモアに引き継がれている。ネオジオの歴史上、旧SNKとの関係が深かったためか、現在のSNKの一部ゲーム作品ではSNKが引き継いだ他社のゲームのキャラの中でもADKのゲームキャラが多く登場する。
ナスカ（英名：NAZCA）
代表作『メタルスラッグ』（初代のみ）、『ビッグトーナメントゴルフ』など。
元々はアイレムを退社した開発スタッフの一部により設立されたゲームメーカーで、後に旧SNKの子会社を経て1996年に吸収合併された。後に「2Dアクションシューティング」というジャンルとして名作ともなる『メタルスラッグ』が、ナスカが旧SNKに吸収合併された後にシリーズ化されることになった。
夢工房（英名：YUMEKOBO、旧社名：エイコム（英名：AICOM））
代表作『パルスター』、『ブレイジングスター』など。
元々はサミー工業の子会社、日本エイコム株式会社として1990年に設立。1992年にはサミー工業に吸収合併されていた間に、同社が12年ぶりにリリースしたシューティングゲーム『ビューポイント』の開発を担った。その後「エイコム」として独立し、同社名時の代表的な作品として知られるシューティングゲーム『パルスター』をリリースした。1996年に旧SNKとタカラ（後のタカラトミー）の出資により「夢工房」に社名を変更した後、旧SNKの子会社となり同社から『ザ・キング・オブ・ファイターズ京』や『原始島2』、ネオジオポケット向けの各作品などの開発を委託されることが多くなる。その後、旧SNKの再建に関する子会社整理の一環として会社は解散。
ザウルス（英名：SAURUS）
代表作『神凰拳』、『ショックトルーパーズ』（シリーズ内全て）など。
『龍虎の拳2』・『ワールドヒーローズ2』など、旧SNKがネオジオ向けに製作した作品のスーパーファミコン等の家庭用ゲーム機向けへの移植を手がけた。一方で、自社で企画・開発した作品が極端に少ないようである。

## パチスロ機種一覧
| 機種名                                        | 発売年月   | 備考                     |
| --------------------------------------------- | ---------- | ------------------------ |
| メタルスラッグ                                | 2004年2月  | 初参入機種、4号機        |
| ドラゴンギャル                                | 2004年11月 | 4号機                    |
| 超お父さん                                    | 2006年4月  | 初の5号機                |
| ザ・キング・オブ・ファイターズ                | 2006年5月  |                          |
| 花盛                                          | 2006年7月  |                          |
| 球児                                          | 2006年9月  |                          |
| 餓狼伝説                                      | 2006年12月 | 新筐体導入               |
| ジャンジャン年中猛特訓                        | 2007年1月  |                          |
| スカイラブ                                    | 2007年2月  |                          |
| スーパーボム                                  | 2007年4月  |                          |
| ザ・キング・オブ・ファイターズ2               | 2007年6月  |                          |
| サムライスピリッツ外伝チャムチャム            | 2007年7月  |                          |
| ドキドキあかずきん                            | 2007年7月  |                          |
| シスタークエスト                              | 2007年9月  |                          |
| マッドジー                                    | 2007年10月 |                          |
| 超お父さん2                                   | 2007年11月 |                          |
| 餓狼伝説スペシャル                            | 2008年1月  |                          |
| 256（ジゴロ）                                 | 2008年3月  |                          |
| 神たま                                        | 2008年5月  |                          |
| ジャンジャンカーニバル                        | 2008年7月  |                          |
| マキシマムインパクト                          | 2009年1月  |                          |
| スカイラブ2〜再会の空〜                       | 2009年4月  |                          |
| 七色未来                                      | 2009年7月  |                          |
| 神たま〜ARTやで!全員集合〜                    | 2009年8月  |                          |
| 球児2                                         | 2009年10月 |                          |
| 爆走列島                                      | 2009年12月 |                          |
| アフロのモンチ                                | 2010年2月  |                          |
| メタルスラッグSV-001                          | 2010年6月  |                          |
| アリカの華麗なる空中ブランコ                  | 2010年6月  | ダイナム専用機種         |
| 幕末浪漫 月華の剣士外伝〜あかりと七つの妖珠〜 | 2010年7月  |                          |
| 極お父さん〜舞い降りた天使???〜               | 2010年9月  |                          |
| シスタークエスト2〜魔剣の騎士と白銀の巫女〜   | 2011年1月  |                          |
| VIPいただきプロジェクト                       | 2011年3月  | ダイナム専用機種         |
| 神たま2〜あっぱれ超みこし祭〜                 | 2011年4月  |                          |
| ドラゴンギャル〜ルーと伝説の黄金龍〜          | 2011年5月  |                          |
| スカイラブ3                                   | 2011年6月  |                          |
| サムライスピリッツ鬼                          | 2011年10月 |                          |
| ハイパー娘                                    | 2011年12月 |                          |
| シスタークエスト3〜黄金の大地と東の勇者〜     | 2012年3月  |                          |
| スカイラブ4                                   | 2012年5月  |                          |
| 餓狼伝説☆双撃                                 | 2012年7月  |                          |
| KOF3                                          | 2012年10月 |                          |
| DARKER THAN BLACK -黒の契約者-                | 2013年1月  | 初の他社版権タイアップ機 |
| メタルスラッグ3                               | 2013年2月  |                          |
| 龍虎の拳                                      | 2013年5月  |                          |
| ドラゴンギャル〜修羅の野望〜                  | 2013年7月  |                          |
| 戦空のキセキ〜SKY LOVE〜                      | 2013年10月 |                          |
| サムライスピリッツ〜剣豪八番勝負〜            | 2014年4月  |                          |
| 餓狼伝説PREMIUM                               | 2014年6月  |                          |
| パチスロコブラ                                | 2015年3月  |                          |
| ドラゴンギャル〜双龍の闘い〜                  | 2015年5月  |                          |
| ビーストバスターズ                            | 2015年10月 | 最後の機種               |